# Пуусепп Ендель Карлович
Пуу́сепп Е́ндель Ка́рлович (ест. Endel Puusepp, у радянській літературі — Ендель Карлович Пусеп; 1 травня 1909 — 18 січня 1996) — радянський льотчик, естонець за національністю. Герой Радянського Союзу (1942), в роки німецько-радянської війни командир повітряного корабля 746-го авіаційного полку 45-ї авіаційної дивізії дальньої дії. Депутат Верховної ради Естонської РСР 2—5-го і 8-го скликань, заступник голови Президії Верховної ради Естонської РСР. Депутат Верховної ради СРСР 4-го скликання.

## Початок кар'єри
Народився на хуторі Самовольний (Єнісейська губернія, нині село Ной Партизанського району Красноярського краю) в родині естонських селян-бідняків, які переселилися до Сибіру під час столипінської реформи. З дитинства мріяв стати льотчиком; закінчивши школу-семилітку, як представник бідняцької родини був відправлений в Естонсько-фінський педагогічний технікум у Ленінграді. Провчившись там один рік, перейшов у військово-теоретичну школу Військово-повітряних сил у Вольську й успішно закінчив її в 1929 році. До 1931 року вдосконалював навички в Оренбурзьскій військовій авіаційній школі льотчиків, потім працював там інструктором, був направлений в щойно створену ескадрилью з польотів «наосліп» (за приладами) і зробив перший «сліпий» переліт (з Єйську до Москви). З 1938 року працював в Управлінні полярної авіації Головпівденьпатрулю, брав участь у пошуках зниклого льотчика Леваневського, кілька разів приземлявся на дрейфуючій станції «Північний полюс — 1». Дізнавшись про початок війни, Пуусепп зажадав переводу на передову; його було відряджено з Головпівденьпатрулю в 412-й (з серпня 1941 року — 432-й, з 3 грудня 1941 року — 746-й) важко-бомбардувальницький авіаційний полк 81-ї бомбардувальної авіаційної дивізії дальньої дії, літаки якого базувалися на аеродромі в районі міста Коврова Володимирської області.

## Німецько-радянська війна

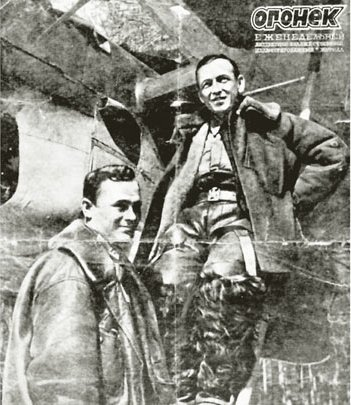
Ендель Пуусепп на обкладинці «Огонька», 1942 р.

Учасник німецько-радянської війни з липня 1941 року.
8 серпня 1941 року командир літака 746-го авіаційного полку далекої дії Е. Пуусепп у складі групи бомбардувальників під командуванням Михайла Водоп'янова здійснив перший бойовий виліт, успішно піддавши бомбардуванню Берлін. Повертаючись на базу, літак Пуусеппа був пошкоджений ворожими зенітками: з пробитого бензобаку потекло пальне. Пуусепп зробив вимушену посадку в окупованій тепер уже німцями Естонії і вперше опинився на батьківщині предків. Залишивши пошкоджений літак, екіпаж зустрів переляканого хлопчика-пастуха; завдяки Пуусеппові, який знав естонську мову, літуни змогли дізнатися у нього дорогу до лінії фронту і повернулися до своїх, уникнувши полону. До квітня 1942 року Ендель Пуусепп здійснив 30 нічних бойових вильотів, завдавши бомбові удари по Берліну, Данцигу і Кенігсбергу.
У травні 1942 року йому було доручено доставити радянську делегацію на чолі з Молотовим для переговорів спочатку до Великої Британії, а потім до США. Летіти передбачалося через лінію фронту над територією, зайнятої німецькими військами, — вважалося, що ворожа розвідка не зможе вгадати настільки сміливий і зовні нерозумний хід. 19 травня 1942 року важкий 4-моторний бомбардувальник Пе-8 (командир екіпажу майор Пуусепп Ендель Карлович, другий пілот — капітан Обухов Василь Михайлович, штурман — майор Штепенко Олександр Павлович, другий штурман — капітан Романов Сергій Михайлович) взяв курс на Велику Британію і далі через Ісландію та Канаду — у Вашингтон. Екіпаж Пуусеппа особисто приймали Вінстон Черчилль і Франклін Рузвельт. Після успішного завершення переговорів і повернення до СРСР Пуусеппові було присвоєно звання Героя Радянського Союзу «за відвагу і геройство, проявлені при виконанні завдання Уряду по здійсненню далекого відповідального перельоту».
Після трансатлантичного перельоту Пуусепп бомбив ворожі війська під Сталінградом, Курськом, Орлом та Бєлгородом.
У березні 1943 року Пуусепп виконав ще одне важливе завдання, доставивши до Англії і потім повернувши звідти на Батьківщину радянську урядову делегацію.
Під час одного з бойових вильотів був поранений шрапнеллю в область хребта, переніс 5 операцій.
З жовтня 1942 року й до кінця війни — командир 890-го важкого бомбардувального авіаційного Брянського полку 45-ї важкої бомбардувальної авіаційної Гомельської дивізії. За цей час льотчиками полку на літаках Пе-8 та B-25 здійснено понад 1000 нічних бойових вильотів, у тому числі на далекі цілі та політичні центри супротивника — 93 літаковильоти. Загальний наліт становить 5272 години. Особисто Е. Пуусепп має загальний наліт 3650 годин на різних типах літаків. За роки війни здійснив 82 нічних бойових вильоти, з них 16 — на дальні цілі, у тому числі 78 — на Пе-8 та 4 — на B-25. Крім того, здійснив 2 польоти за маршрутом Москва — Англія і один — за маршрутом Москва — США — Москва.
У 1946 році у званні полковника вийшов у відставку за станом здоров'я.

## Після війни
У післявоєнний час Пуусепп жив в Таллінні, з 1946 по 1950 рік працював начальником Головного управління автотранспорту при Раді міністрів Естонської РСР. З 4 липня 1950 по 1963 рік був заступником голови Президії Верховної ради Естонської РСР. Обирався членом ЦК Комуністичної партії Естонії, головою республіканського комітету захисту миру, працював міністром соціального забезпечення Естонської РСР.
Помер 18 січня 1996 року. Похований в Таллінні на кладовищі Метсакальмісту. У 2007 на могилі Пуусеппа був встановлений пам'ятник.

## Нагороди
Указом Президії Верховної Ради СРСР від 20 червня 1942 року за зразкове виконання бойових завдань командування на фронті боротьби з німецько-фашистськими загарбниками та виявлені при цьому мужність і героїзм, майору Пуусеппу Енделю Карловичу присвоєне звання Героя Радянського Союзу з врученням ордена Леніна (№ 8312) і медалі «Золота Зірка» (№ 592).
Також нагороджений орденами Червоного Прапора (20.08.1941), Суворова 3-го ступеня (04.09.1944), Олександра Невського (23.07.1945), Вітчизняної війни 1-го ступеня (двічі), Трудового Червоного Прапора (тричі), Дружби народів, Червоної Зірки (двічі), «Знак Пошани», медалями.

## Літературна діяльність
Е. Пуусепп є автором книг спогадів:
- На дальних воздушных дорогах [Архівовано 15 травня 2013 у Wayback Machine.]. — М.: Воениздат, 1975.
- Тревожное небо [Архівовано 15 травня 2013 у Wayback Machine.]. — Таллінн: Ээсти раамат, 1978.